# جاك ماكبرير
جاك ماكبرير (بالإنجليزية: Jack McBrayer)‏ (و. 1973  م) هو ممثل هزلي، وممثل تلفزي، وممثل أفلام، ومؤدي أصوات أمريكي، ولد في كونيرز.

## التعليم
تعلم في جامعة إيفانسفيل.

## وصلات خارجية
- جاك ماكبرير على موقع IMDb (الإنجليزية)
- جاك ماكبرير على موقع روتن توميتوز (الإنجليزية)
- جاك ماكبرير على موقع ألو سيني (الفرنسية)
- جاك ماكبرير على موقع أول موفي (الإنجليزية)
- جاك ماكبرير على موقع قاعدة بيانات الأفلام السويدية (السويدية)
- جاك ماكبرير على موقع إن إن دي بي (الإنجليزية)
- جاك ماكبرير على موقع ديسكوغز (الإنجليزية)
- جاك ماكبرير على موقع قاعدة بيانات الفيلم (الإنجليزية)
- جاك ماكبرير على موقع كينوبويسك (الروسية)